# Distrito electoral federal 14 de Veracruz
El distrito electoral federal 14 de Veracruz es uno de los 300 distritos electorales en los que se encuentra dividido el territorio de México para la elección de diputados federales y uno de los 20 en los que se divide el estado de Veracruz. Su cabecera es la ciudad de Minatitlán.
El distrito 14 de Veracruz se encuentra en el extremo sureste de la entidad, principalmente formado por municipios de la denominada Región Olmeca. Desde el proceso de distritación de 2017 lo conforman 7 municipios, que son: Las Choapas, Hidalgotitlán, Jesús Carranza, Minatitlán, San Juan Evangelista, Sayula de Alemán y Uxpanapa.

## Diputados por el distrito
- XLIX Legislatura
  - (1973 - 1976): David Ramírez Cruz
- L Legislatura
  - (1976 - 1979): Juan Meléndez Pacheco
- LI Legislatura
  - (1979 - 1982): Sebastián Guzmán Cabrera
- LII Legislatura
  - (1982 - 1985): Wilfrido Martínez Gómez
- LIII Legislatura
  - (1985 - 1988): Sebastián Guzmán Cabrera
- LIV Legislatura
  - (1988 - 1991): Vicente Torres Ruiz
- LV Legislatura
  - (1991 - 1994): Pablo Pavón Vinales
- LVI Legislatura
  - (1994 - 1997): Jorge Wade González
- LVII Legislatura
  - (1997 - 2000): Fidel Herrera Beltrán
- LVIII Legislatura
  - (2000 - 2003): Roberto Eugenio Bueno Campos
- LIX Legislatura
  - (2003 - 2006): Martin Vidaña Pérez
- LX Legislatura
  - (2006 - 2009): Robinson Uscanga Cruz
- LXI Legislatura
  - (2009 - 2012): Luis Antonio Martínez Armengol
- LXII Legislatura
  - (2012 - 2015): Noé Hernández González
- LXIII Legislatura
  - (2015 - 2018): José Luis Sáenz Soto
- LXIV Legislatura
  - (2018 - 2021): Carmen Medel Palma